# Stanton Lacy
Stanton Lacy est une paroisse civile et un village du Shropshire, en Angleterre.